# Docophoroides harrisoni
Docophoroides harrisoni är en insektsart som beskrevs av James Waterston 1917. Docophoroides harrisoni ingår i släktet Docophoroides och familjen fjäderlöss. Inga underarter finns listade i Catalogue of Life.